# Universidad Autónoma de Chile Televisión

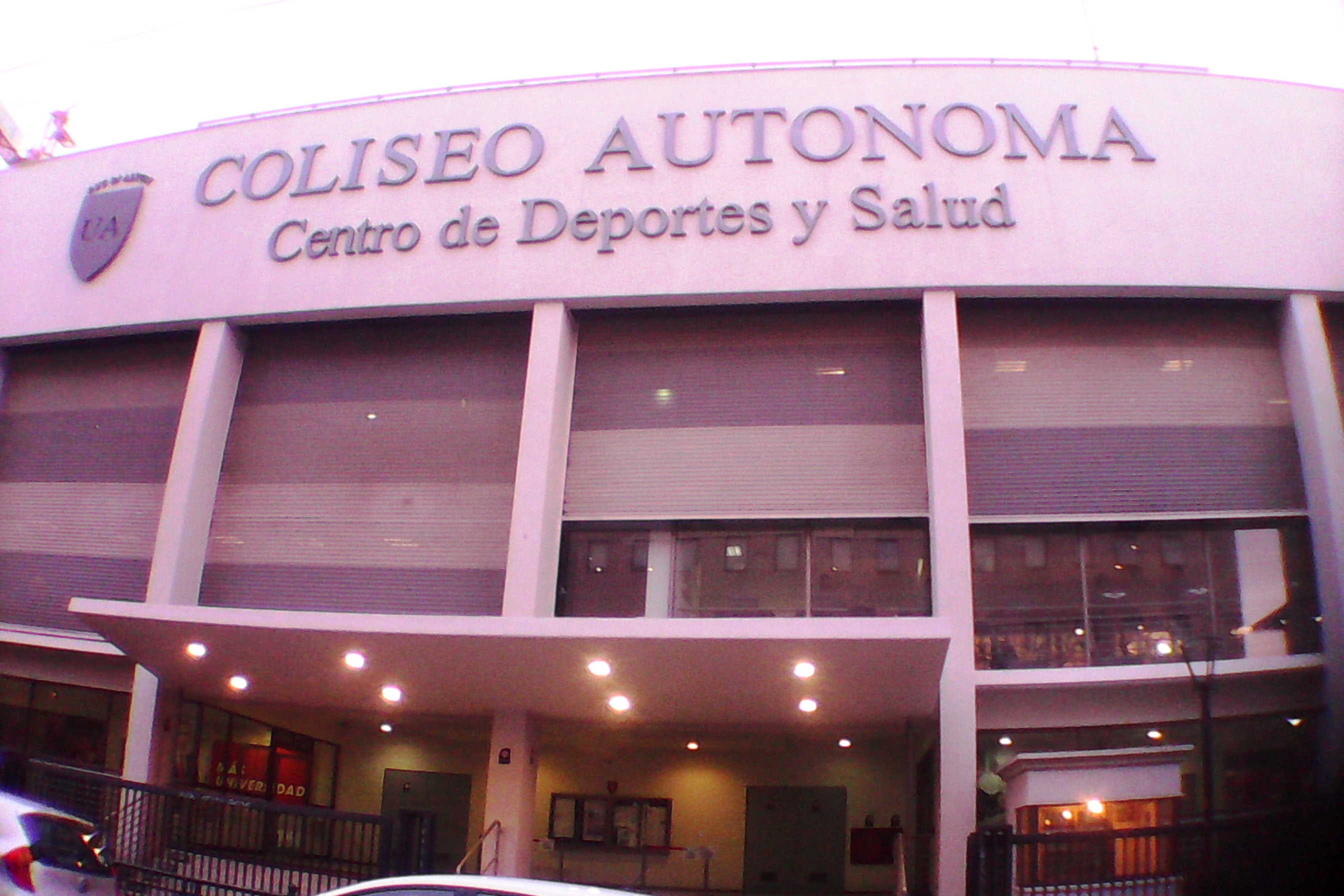
Coliseo Autónoma. En su cuarto piso se ubican los estudios de la Universidad Autónoma de Chile Televisión.

Universidad Autónoma de Chile Televisión (UATV) es un canal universitario y regional chileno de televisión digital terrestre con sede central en la ciudad de Temuco, Región de La Araucanía. Inició sus emisiones el 16 de diciembre de 2001 bajo el nombre de Canal 2 Temuco.
Su señal llega a Temuco y Padre Las Casas por medio de la cableoperadora VTR en la señal del canal número 13 para todo el Gran Temuco. También se puede ver desde Arica hasta Coyhaique en los canales 34 y 828 de Cable Prat, Gtd y Gtd-Telsur WiTV.

## Historia
El canal fue lanzado al aire en el canal 2 VHF de Temuco para cubrir las elecciones parlamentarias de 2001, liderado por Miguel Mellado Suazo. La estación comenzó transmitiendo con 1Kw de potencia. Su cobertura era reducida y llegaba solamente a la capital de La Araucanía.
En 2004, la administración del canal compra un nuevo transmisor con una potencia de 10 MW. Su señal pasó a cubrir Padre Las Casas y otras 16 comunas de La Araucanía. La cadena cambió de nombre de Canal 2 Temuco a Autónoma Televisión y luego, a fines de 2008, cambió su nombre a Universidad Autónoma de Chile Televisión, y finalmente durante 2018 se transforma en UATV. 
En noviembre de 2008, UATV y CNN Chile firmaron una alianza que los convirtió en "canales asociados".  Gracias a este convenio, ambos intercambian diariamente, notas, reportajes y entrevistas, informado así a nivel nacional, lo que ocurre en La Araucanía y al mismo tiempo incluyendo informaciones de relevancia nacional, en los informativos locales de UATV y que se mantienen hasta la actualidad presente, y UATV anunciará unos especiales de televisión en los plebiscitos del 25 de octubre de 2020, 4 de septiembre de 2022 y 17 de diciembre de 2023.
Sus transmisiones en señal analógica finalizaron el 19 de marzo del año 2020, 4 años antes del apagón analógico nacional.

## Programas
- Nuestra Gente: El matinal del sur, conducido por la periodista Natalia Farías Toro.
- UATV Noticias: Cuatro ediciones diarias de noticias más un resumen los fines de semana, cuentan los hechos más importantes ocurridos en la región y el país. El espacio, además, incluye entrevistas de actualidad.
- UATV Tiempo: El tiempo de toda la región y el país.
- Video-Música: programa de videoclips musicales, emitido desde los inicios del canal.
- Conciertos TMT
- Doctor en casa
- Portavoz Noticias
- Perfiles (de la Fundación del Magisterio de la Araucanía)
- Ventana FMDA (de la Fundación del Magisterio de la Araucanía)